# Josef Nairz
Josef Nairz (ur. 5 listopada 1936 w Innsbrucku) – austriacki bobsleista. Srebrny medalista olimpijski z Innsbrucku.
Zawody w 1964 były jego jedynymi igrzyskami olimpijskimi. Austriacki bob, w składzie Erwin Thaler, Adolf Koxeder, Nairz i Reinhold Durnthaler, zajął drugie miejsce w czwórkach. W dwójkach załoga Thaler-Nairz zajęła ósme miejsce. Nairz był również brązowym medalistą mistrzostw świata w 1963 (czwórki).